# スペインの映画
スペイン映画は、スペイン国籍を持つ者またはスペインの法人によって製作された映画で、ほとんどの場合、スペイン人の映画スタッフと俳優で構成され、主にスペイン国内の映画館等で公開される映画を指す。

## 概要
スペインでもさまざまな映画が撮影されているが、特徴の一つとしてジプシーを描いた作品や『カルメン』的世界を描いたものなど、海外から見た類型的スペイン像を描いている映画とも言える作品が挙げられる。1970年代まで及んだフランコ独裁政権の影響で、スペイン内戦に関する映画が独裁以後に出てきていることなども特徴に挙げられる。中南米に広がるスペイン語圏もスペイン映画のマーケットの一つであり、近年南米との合作映画も増えてきている。監督アレハンドロ・アメナーバル、男優アントニオ・バンデラス、女優ペネロペ・クルスなど、スペイン映画界からハリウッドに進出する者も目立っている。また、アカデミー賞やカンヌ国際映画祭などで世界の映画賞を数々受賞しているペドロ・アルモドバルのような、国際的に評価の高い映画監督も輩出している。
この国の映画界の権威ある賞として、スペイン映画芸術科学アカデミー(AACCE)によって主催されるゴヤ賞があり、スペインのアカデミー賞と呼ばれることもある。国際映画製作者連盟(FIAPF)公認（Aカテゴリー）の国際映画祭としてサン・セバスティアン国際映画祭が開催されており、その他のFIAPF公認の映画祭として、バレンシア国際青年映画祭、バレンシア国際地中海映画祭、ビルバオ国際ドキュメンタリー・短編映画祭が開催されている。

## 歴史

### 1890年代
フランスで1895年12月28日にリュミエール兄弟によって「シネマトグラフ」が公開された翌年、1896年5月には隣国スペインでもシネマトグラフが公開されたといわれる。上映はリュミエール兄弟とつながりのあったA・プロミオによって行われたという。プロミオの手によって、スペインでシネマトグラフの撮影もおこなわれている。最初のスペイン映画と言われているのは、1896年10月に撮影された『サラゴサのピラール大聖堂での大ミサの退出風景』であり、制作者はエドヴァルド・ヒメーノ親子である。これは当時の多数の映画と同様、街の風景をただ写したものである。
スペイン映画史上最初の劇映画は、1897年にフルクトゥオッソ・ヘラベルトによって撮られた『カフェの喧嘩』であると言われる。ヘラベルトはサイレント時代に劇映画からドキュメンタリー映画まで幅広く多数の作品を監督し、海外でも名の知れた監督となった。セグンド・デ・チョモンも創生期の監督の一人で、ミニチュア撮影など特撮で才能を発揮し、後にイタリアなどで特撮技師として活躍する。

### 1910年代
1910年頃には、マドリードとバルセロナを中心に映画は発展し、アメリカのメジャー映画や他のヨーロッパ映画も数多く上映されるようになり、映画館も数百を数え、映画雑誌も数多く創刊されている。1910年代から1920年代にかけて、スペイン映画のシェアは高いとは言えなかったが、そのなかでも文芸・戯曲の映画化も相次ぎ、スペイン独特のオペラであるサルスエラからの映画化も相次いだ。当時、すでに闘牛を扱う映画もいくつか見られる。映画に対する政府の指導・検閲などもこの頃からおこなわれている。この当時、映画専門の俳優がまだ少なかったなかにあっても、人気映画俳優という存在が出始めている。

### 1930年代
1930年代に入ると、時代はトーキーに移る。トーキー設備への移行が高価であったことなどから、スペインにおいて移行はすぐには進まなかった。サイレント時代には、ハリウッド映画も世界中で簡単に上映できたが、トーキー時代になると、事情が変わり、中南米のスペイン語圏に向けてハリウッドによるハリウッド映画のスペイン語版の作成に当時の多くのスペイン映画人が携わっている（これは、吹替という手法が主に採用されるようになった1935年頃まで続く）。トーキーによるスペイン映画制作が本格化したのは1932年頃で、中南米という市場もターゲットとなり、再びスペイン映画は活発化する。この時期に、サイレント時代同様の文芸映画や娯楽映画も撮られているが、ミュージカル映画や南部スペインを舞台にギターと男のロマンを中心にした日本を含む海外から見た類型的なスペインとも言える映画が始まったことは、トーキーによる現象といえかもしれない。これらの映画は変遷はありながらも、数10年と続くスペイン映画の伝統となる。このなかで、初期の巨匠となる人物、フランスで1928年に撮影したシュルレアリスム映画『アンダルシアの犬』でも知られるルイス・ブニュエルが1932年にドキュメンタリー映画「糧なき土地」を撮る（しかし、ブニュエルは次の映画を撮ることなく1936年に一度母国を去る）。共和国政府の出資で撮られたこの映画は、社会の底辺を描き、社会批判でもあったことから翌年上映禁止となる。
1930年代に入って上昇傾向であったスペイン映画であるが、1936年のスペイン内戦勃発を機に、撮影が思うようにいかない状況となってしまう。この1930年代は、映画界に政治的対立が持ち込まれた時代でもあった。1939年4月1日に内戦終結が宣言されると、5ヶ月後には第二次世界大戦が始まる。この時期、大戦に参戦しなかったスペインには各国の映画人が亡命してきている。

### 1940年代
フランコ政権時代に入ると、検閲は一層厳しくなった。1942年、政令でニュース映画とドキュメンタリー映画を専門とするNO-DO社が設立される（民間のドキュメンタリー映画は実質活動できなくなった）。同年には映画上映時にNO-DO社の政府宣伝のニュース映画の上映が義務づけられた（廃止は1976年）。政府は検閲を厳しくする一方で映画振興にも力を入れている。優れた映画への資金援助、スペイン映画の制作者のみに外国映画の輸入権を認める施策、映画館においてスペイン映画の上映日数の最低限を定めること、などである。1940年に自治省内に設立された映画部が中心となり1947年に国立映画研究所が設立されている。

### 1950年代
第二次世界大戦後の東西冷戦により、スペインの国際社会への復帰が始まると、1951年に情報観光省が設立され、1952年に同省に映画・演劇総局が設立されるなど、国策として映画によるスペインのアピールも始まる。1950年代には、同じ映画でありながら、国内上映版ではキスシーンやビキニ姿が良くないものとされながら、海外上映版には歓迎されるといった状況が生まれている。1959年には映画の海外輸出を目的としたウニエスパーニャという施設が設立されている。1950年代には、国立映画研究所出身の監督が活躍し始めている。フアン・アントニオ・バルデムとルイス・ガルシア・ベルランガはともにイタリアのネオレアリズモに影響を受け、1951年に『あの幸せなカップル』を共同監督してデビューしている。ベルランガは『ようこそマーシャルさん』(1953) で第6回カンヌ国際映画祭のユーモア映画賞・脚本賞を、バルデムは『恐怖の逢いびき』(1955) で同映画祭の国際映画批評家連盟賞を受賞し、世界的に知られるようになった。1955年に第5回ベルリン国際映画祭で銀熊賞を受賞したラディスラオ・バホダの『汚れなき悪戯』もこの頃である。探偵映画が増え始めたのはこの1950年代と言われる。1963年のフラメンコ映画『バルセロナ物語』（フランシスコ・ロビラ・ベレータ監督）もアカデミー外国語映画賞の候補になり話題を呼んだ。
1959年に「ならず者」でカルロス・サウラが監督デビューを飾っている。同作品にて第13回カンヌ国際映画祭に参加したサウラはブニュエルとここで出会っている。メキシコで映画を撮り続けていたブニュエル久々の祖国での作品『ビリディアナ』が生まれ、1961年に第14回カンヌ国際映画祭でパルム・ドールを受賞するが、信仰心の厚い修道女の堕落というテーマや、カトリック教会への批判といった内容のために国内では上映禁止処分となった。1950年代末から高度成長時代に入ったスペインは、1962年の情報観光省の映画・演劇総局長へのホセ・マリア・ガルシア・エスクデロの就任で映画政策が変わってゆく。エスクデロは1952年に初代の局長となりながら、社会の底辺を扱って政府の支持しなかった映画『根なし草』を支持したためにすぐに職を追われている。以後も映画改革を訴えてきたエスクデロの復帰により、「ヌエボ・シネ・エスパニョール（ニュー・スパニッシュ・シネマ）」の誕生とも言われる改革が行われた。この時期映画の制作本数においては世界有数の規模となる。ヌエボ・シネ・エスパニョールは監督のデビューラッシュを指したもので、特定の運動ではないが、新人の相次ぐデビューで新しい風がスペイン映画界にもたらされたことは間違いない。ややこの時期より早いカルロス・サウラの『ならず者』も、後にこの時期に始まった映画の新しい波の先駆けととらえてヌエボ・シネ・エスパニョールの最初の作品に数えることも多い。

### 1960年代-1970年代
1960年代後半には、バルセロナにてマドリードとは違う映画を撮ろうという「バルセロナ派」を宣言する監督も現れている。1960年代から1970年代にかけてホラー映画が増え始める。その流れに含まれる一作として『ザ・チャイルド』（1975年）が挙げられる。1970年代に入ると、民主化が少しずつ始まる。ビクトル・エリセのデビュー作『ミツバチのささやき』（1973年）はこの時期である。そして、1975年にフランコ総統の死去により、フランコ体制が終焉する。1976年には検閲が廃止された。この後しばらく、今まで公開できなかった外国映画の上映ラッシュとなる。また、ヌード映画が多く作られるようになる。このことからスペイン映画の制作は一時停滞する。

### 1980年代
1981年の『血の婚礼』でカルロス・サウラのフラメンコ三部作が始まる。保守的なフランコ総裁の死去後に民主化の流れの中で起きたパンク的な自由な音楽・演劇・映像活動の動きの中から現れた映画監督ペドロ・アルモドバルが1983年の第三作『バチ当たり修道院の最期』で注目を浴び始めている。民主化が始まっていたとは言え未だに保守的な風土であった当時のスペインで、同性愛、カトリック教会の堕落、麻薬などをモチーフとした彼の反社会的で強烈な作風は、大きな賛否両論の対象となった。1982年に社会労働党政権となると、映画総局長にピラール・ミローが就任し、制度改革や海外へのスペイン映画紹介にまた尽力することとなる。しかし、新しい波といえるほどの動きは長らく見られないままとなった。

### 1990年代以降
1990年代に入ると、以前からその独特の映像とストーリーで国内外の評論家から注目を集めていたペドロ・アルモドバルが国外でも大きな人気を集めることとなる。精力的な制作活動により数多くの映画賞を受賞後、1999年の『オール・アバウト・マイ・マザー』の世界的大ヒットとアカデミー外国語映画賞の受賞により、彼は世界的な巨匠の位置を獲得することとなる。1990年代中頃からは、また違う才能が現れている。後にハリウッド資本で『アザーズ』を撮る（ただし撮影場所やスタッフは全てスペインである）アレハンドロ・アメナーバルはマドリード・コンプルテンセ大学を出て後、1995年に『テシス 次に私が殺される』でデビュー。『テシス』や『オープン・ユア・アイズ』に脚本で参加しているマテオ・ヒルは同じ大学の出身で1999年『パズル』で映画監督デビュー。また、バスク地方出身の監督フリオ・メデムは『アナとオットー』『ルシアとSEX』などの狂気を帯びた恋愛映画やバスク独立問題を扱ったドキュメンタリー映画『バスク・ボール』で注目された。現在海外でも著名なスペイン映画人としては、1990年代にスペイン映画で活躍してハリウッドに拠点を移した俳優であるアントニオ・バンデラスとペネロペ・クルスがあげられる。そのほか、ハビエル・バルデムがハリウッド映画『夜になるまえに』（2000年）に主演して、アカデミー賞にもノーミネートされている。スペイン国内でのトップ若手女優であるパス・ベガも近年『スパングリッシュ』などでハリウッドへと進出した。また、2006年にはカルメン・マウラ、ペネロペ・クルスをはじめとしてスペイン国内の名だたる女優人が勢ぞろいした『ボルベール〈帰郷〉』(2006年)（日本公開は2007年）が、第59回カンヌ国際映画祭で主演女優全員を対象とする異例の形で主演女優賞を獲得した。

## 日本で公開された主なスペイン映画
以下に、各作品の製作年順と監督を列記する。（公開時期とは必ずしも一致しない）
- 糧なき土地 (1932) ルイス・ブニュエル（日本公開は1977年）
- 愛と王冠の壁の中に (1947) フアン・デ・オルドゥーニャ
- アラゴンの要塞 (1950) フアン・デ・オルドゥーニャ
- 汚れなき悪戯 (1955) ラディスラオ・バホダ
- 恐怖の逢いびき (1955) フアン・アントニオ・バルデム
- 暗黒街は俺のものだ (1956) ロビラ・ベレータ
- 鮮血の午後 (1956) ラディスラオ・バホダ
- 広場の天 (1957) ラディスラオ・バホダ
- 暴力行為 (1959) ホセ・M・フォルケ

- ビリディアナ (1960) ルイス・ブニュエル
- ペロと8人の子供たち (1962) トゥリオ・ディミチェリ
- バルセロナ物語 (1963) ロビラ・ベレータ
- チコとチカ (1963) アントニオ・デル・アモ
- ひとりぼっちの愛情 (1964) ミゲル・ピカソ
- マリソルの初恋 (1964) ジョージ・シャーマン
- 狩り (1965) カルロス・サウラ
- 太陽が目にしみる (1965) フアン・アントニオ・バルデム
- 愛は限りなく (1966) ミゲル・イグレシアス

- 象牙色のアイドル (1970) ナルシソ・イバニェス・セラドール
- 哀しみのトリスターナ (1970) ルイス・ブニュエル
- 愛のアンジェラス (1971) ラモン・フェルナンデス
- ミツバチのささやき (1972) ビクトル・エリセ
- 赤ちゃん戦争 (1973) マヌエル・スメルス
- 真夜中の恐怖 (1973) フアン・アントニオ・バルデム
- 雨のしのび逢い (1973) エウヘニオ・マルティン
- 赤いブーツの女 (1974) フアン・ルイス・ブニュエル
- 悪魔の墓場 (1974) ホルヘ・グラウ
- 人間解剖 (1974) フアン・ロガール
- カラスの飼育 (1975) カルロス・サウラ
- 試験結婚 (1975) ペドロ・マソ
- 熱愛 (1975) ペドロ・ラサガ
- 新・青い体験 (1976) ペドロ・マソ
- ザ・チャイルド (1976) ナルシソ・イバニェス・セラドール
- ドッグチェイス (1977) アントニオ・イサシ
- 欲望のあいまいな対象 (1977) ルイス・ブニュエル

- エル・ニド (1980) ハイメ・デ・アルミニャン
- 血の婚礼 (1981) カルロス・サウラ
- エル・スール (1982) ビクトル・エリセ
- セクシリア (1982) ペドロ・アルモドバル
- バチ当たり修道院の最期 (1983) ペドロ・アルモドバル
- カルメン (1983) カルロス・サウラ
- グロリアの憂鬱 セックスとドラッグと殺人 (1984) ペドロ・アルモドバル
- 恋は魔術師 (1985) カルロス・サウラ
- マタドール 炎のレクイエム (1986) ペドロ・アルモドバル
- エル・ドラド (1987) カルロス・サウラ
- 神経衰弱ぎりぎりの女たち (1987) ペドロ・アルモドバル
- 欲望の法則 (1987) ペドロ・アルモドバル
- 血と砂 (1989) ハビエル・エロリエタ
- アンダルシアの恋物語 (1989) ビセンテ・エスクリバ

- アタメ (1990) ペドロ・アルモドバル
- 歌姫カルメーラ (1990) カルロス・サウラ
- ハイヒール (1991) ペドロ・アルモドバル
- マルメロの陽光 (1992) ビクトル・エリセ
- キカ (1993) ペドロ・アルモドバル
- おっぱいとお月さま (1993) ビガス・ルナ
- 愛よりも非情 (1993) カルロス・サウラ
- 時間切れの愛 (1994) イマノル・ウリベ
- 死んでしまったら私のことなんか誰も話さない (1995) アグスティン・ディアス・ヤネス
- フラメンコ (1995) カルロス・サウラ
- テシス 次に私が殺される (1995)アレハンドロ・アメナーバル
- オープン・ユア・アイズ (1997) アレハンドロ・アメナーバル
- アナとオットー (1998) フリオ・メデム
- どつかれてアンダルシア (仮) (1999) アレックス・デ・ラ・イグレシア
- オール・アバウト・マイ・マザー (1999) ペドロ・アルモドバル
- 蝶の舌 (1999)ホセ・ルイス・クエルダ

- ベンゴ (2000) トニー・ガトリフ
- ジターノ (2000) マヌエル・パラシオス
- サルサ! (2000) ジョイス・ブニュエル
- 惨劇の週末 (2000) アルバロ・フェルナンデス・アルメロ
- 10億分の1の男 (2001) フアン・カルロス・フレスナディーリョ
- アザーズ (2001) アレハンドロ・アメナーバル
- マルティナは海 (2001) ブガス・ルナ
- ウェルカム!ヘヴン (2001) アグスティン・ディアス・ヤネス
- トーク・トゥ・ハー (2002) ペドロ・アルモドバル
- バッド・エデュケーション (2004）ペドロ・アルモドバル
- 海を飛ぶ夢 (2004) アレハンドロ・アメナーバル
- あなたになら言える秘密のこと (2005) イザベル・コイシェ
- ボルベール〈帰郷〉 (2006) ペドロ・アルモドバル
- 永遠のこどもたち (2007) フアン・アントニオ・バヨナ

- ブラック・ブレッド (2010) アグスティ・ビリャロンガ
- ブランカニエベス (2012) パブロ・ベルヘル
- しあわせな人生の選択 (2015) セスク・ゲイ
- 静かなる復讐 (2016) ラウール・アレバロ
- ペイン・アンド・グローリー (2019) ペドロ・アルモドバル

## 主要な参考文献
- 乾英一郎『スペイン映画史』、芳賀書店、1992年5月。ISBN 4-8261-0708-0